# Alois Hornauer
Alois Hornauer (* 28. August 1922; † 10. April 1987) war ein deutscher Fußballspieler, der von 1945 bis 1956 als Stürmer des TSV 1860 München in der Fußball-Oberliga Süd 187 Spiele absolviert und dabei 53 Tore erzielt hat. In der Saison 1947/48 errang er mit den „Löwen“ unter Trainer Max Schäfer an der Seite von Torjäger Otto Thanner die Vizemeisterschaft in der Oberliga Süd.

## Laufbahn
Der knapp 1,70 m große Offensivspieler war mit 13 Jahren zu 1860 gekommen und gehörte ab Mitte der 1940er Jahre dem elementaren Bestandteil des Münchner Angriffs an, wo er zumeist als Linksaußen im damaligen WM-System auf Torejagd ging. Hornauer gehörte der Spielergeneration an, mit der nach dem Ende des Zweiten Weltkriegs die Geschichte der Fußball-Oberliga Süd begann. Der erste Spieltag der Oberliga Süd wurde bereits am 4. November 1945 durchgeführt und trotz mangelhafter Verkehrsbindungen und -mittel komplett ausgetragen und endete am 14. Juli 1946. Der VfB Stuttgart gewann mit einem Punkt Vorsprung vor dem 1. FC Nürnberg die erste Meisterschaft im Süden, 1860 München rangierte auf dem 9. Rang der 16er-Liga.
Hornauer errang 1947/48 mit seiner Mannschaft hinter dem überlegenen Meister 1. FC Nürnberg, knapp mit zwei Punkten Vorsprung vor den Stuttgarter Kickers – die Kickers stellten mit 113 Toren die beste Offensive im Süden – und dem Lokalrivalen FC Bayern München, die Vizemeisterschaft. In 31 Ligaeinsätzen hatte er zehn Tore zu diesem Erfolg beigesteuert. Vereinsintern waren Mittelstürmer Thanner (22 Tore), Josef Lammers mit 14 und Ludwig Janda mit 13 Toren weitere Garanten des Erfolgs. In den zwei Spielen gegen den 1. FC Nürnberg – im Oktober 1947 (Auswärtsspiel, 1:1) und im März 1948 (Heimspiel vor 50.000 Zuschauern, 2:1) – stürmte er jeweils auf Linksaußen, wie auch in den zwei Lokalderbys gegen die „Roten“ vom FC Bayern (2:3, 1:1).
Ab der Saison 1951/52 ging der Weg der „Löwen“ in der Tabelle nach unten: Nach dem 13. Rang 1952 folgte 1952/53 mit dem 15. Rang der Abstieg in die 2. Liga Süd. Unter Trainer Fred Harthaus hatte Hornauer an der Seite von Ernst Wechselberger nochmals in 20 Ligaeinsätzen fünf Tore erzielt. Er ging mit in die 2. Liga und belegte mit dem Absteiger 1953/54 den 4. Rang. Im zweiten Anlauf, 1954/55, errang er unter dem zurückgekehrten Trainer Max Schäfer und an der Seite des 24-fachen Torschützen Kurt Mondschein und des Verteidigers Georg Köbler den Titelgewinn in der 2. Liga Süd und damit die Rückkehr in die Oberliga Süd. Die Qualität reichte in der süddeutschen Erstklassigkeit 1955/56 aber nicht aus, mit 3:27 Auswärtspunkten waren die Sechziger nicht konkurrenzfähig und stiegen umgehend mit 19:41 Punkten wieder in die 2. Liga ab. Hornauer war in 26 Ligaspielen aufgelaufen und hatte drei Tore erzielt. Das letzte Oberligaspiel absolvierte er am 30. Rundenspieltag, den 29. April 1956, bei einem 1:0-Heimerfolg gegen die Stuttgarter Kickers. Er bildete auf Halblinks mit Johann Auernhammer an der Seite von Mittelstürmer Ferdinand Börstler den linken Flügel des Gastgebers.
Beim sofortigen Titelgewinn 1956/57 in der 2. Liga Süd wirkte er unter dem neuen Trainer Hans Hipp noch mit, beendete aber nach der abermaligen Oberligarückkehr seine Spielerlaufbahn. Hornauer hat für 1860 in der Oberliga Süd 187 Verbandsspiele absolviert und 53 Tore erzielt, zusätzlich in drei Runden in der 2. Liga Süd weitere 63 Ligaspiele mit 21 Toren.
Nach Beendigung seiner Spielerlaufbahn war er lange Zeit als Trainer der „Löwen“-Amateure tätig und zeitweilig unter Max Merkel auch Assistenzcoach.